# BOB (Computergrafik)
Ein BOB ist ein vom Amiga-Computer bekanntes grafisches Objekt, das auf dem Bildschirm ähnlich einem Sprite bewegt werden kann. Der Name BOB leitet sich aus blitter object ab.
Bobs unterscheiden sich von Sprites dadurch, dass Bobs tatsächlich in den Bildspeicher kopiert werden, während Hardware-Sprites in eigenen Registern oder Speicherbereichen stehen und erst zum Anzeigezeitpunkt in den Datenstrom geschaltet werden. Im Gegensatz zu Sprites sind Bobs nicht in Größe und Anzahl begrenzt. Es gibt auch den Begriff Software-Sprite, welcher jedoch nicht mehr als ein in Software realisierter Bob ist. Software-Sprites nennt man auch Shape.
Ein Blitter ist zuständig für das äußerst schnelle Verschieben oder Kopieren von großen Speicherbereichen innerhalb eines bestimmten Adressraumes, das heißt auch innerhalb des Bereiches für die Bildwiedergabe. Um ein bewegtes Objekt darzustellen, wird zunächst der Bereich des Hintergrundes, auf dem das Objekt dargestellt werden soll, in einem Puffer als Rastergrafik kopiert und dort gesichert. Dann wird eine Grafik des zu bewegenden Objektes aus einem anderen Puffer auf den Hintergrund kopiert und somit dargestellt. Um das Objekt zu bewegen, werden immer abwechselnd gesicherter Teil-Hintergrund und das darzustellende Objekt auf den Hintergrund kopiert. Bei jedem Kopieren werden die Koordinaten entsprechend der gewünschten Bewegung angepasst. Bobs benötigen daher erheblich mehr Rechenleistung als Sprites, da jeder Kopiervorgang einen Speicherdirektzugriff zum Kopieren der Grafikdaten in den Bildschirmspeicher erfordert. Ein Blitter ist jedoch in der Lage, solche Vorgänge äußerst schnell und unabhängig vom Hauptprozessor durchzuführen.
Eine Blitter-Einheit ist in der Regel direkt in den ICs der Speicherverwaltung integriert, wie zum Beispiel beim Agnus des Amiga von Commodore oder beim geplanten aber nie in Serie gebauten C65, von dem nur einige Prototypen existieren.